# 加湿器殺菌剤事件
加湿器殺菌剤事件（かしつきさっきんざいじけん、朝鮮語: 가습기 살균제 사건）は、大韓民国で2000年代を中心として発生した。加湿器に使用する殺菌剤として販売された商品を使用したことにより、多くの死傷者が出た。関係企業が有害性を認識しながら販売し、発覚した後で証拠を隠蔽した疑惑を持たれていることから、「家の中のセウォル号事件」とも呼ばれる。

## 概要
2001年から2011年半ばまでの間にレキットベンキーザー社の韓国法人「オキシー・レキット・ベンキーザー」（現・RBコリア）が発売した加湿器用殺菌剤に含まれるポリヘキサメチレングアニジンにより大量の死傷者が出たとされる。2016年末までに政府機関に寄せられた被害者数は死者1006人、負傷者4306人。
2017年1月6日、業務上過失致死傷罪などに問われたオキシー社の元社長に懲役7年、オキシー社に罰金1億5000万ウォン、製品開発を行った研究所の元所長と別の殺菌剤メーカーの元社長にも懲役7年、同社の製品の類似品を製造・販売したスーパーマーケット「ロッテマート」の元代表で現ロッテ物産社長に禁錮4年、類似品を販売したスーパーマーケット「ホームプラス」の幹部に懲役5年の判決が下った。一方、2010年までオキシー社の社長を務めたアメリカ人は証拠不十分により無罪となった。1月20日、韓国国会で、加害企業が分担金を負担し被害者を救済する加湿器殺菌剤被害救済法案が可決した。
2021年1月12日、同種の商品を製造販売してオキシーの次に多くの被害者を出したSKケミカルの元代表と愛敬産業の元代表については、それぞれ一審で無罪判決が言い渡された。
2022年4月22日、本事件を題材にした映画『空気殺人〜TOXIC〜』が韓国で公開された。
2024年1月11日、ソウル高裁刑事5部は、SKケミカルの元代表と愛敬産業の元代表に対する一審無罪判決を覆し、それぞれ禁錮4年の刑を言い渡した。
同年2月6日、ソウル高裁民事9部は、被害者ら5人が国を相手取って起こした損害賠償請求訴訟の判決公判で、被害者と遺族に対する国の賠償責任を初めて認めた。